# Emergency 3
Emergency 3 – komputerowa strategiczna gra czasu rzeczywistego stworzona przez studio Sixteen Tons Entertainment i wydana przez Take-Two Interactive 21 stycznia 2005 roku. Gracz dowodzi w niej ośrodkiem do spraw kryzysowych. Pod swoją komendą ma straż pożarną, policję, pogotowie i pogotowie inżynieryjne.
Emergency 3 otrzymała głównie mieszane recenzje, uzyskując średnią ocen 58% według agregatora Metacritic.